# Чернушка (приток Локни)
Чернушка — река в России, протекает в Локнянском и Великолукском районах Псковской области. Устье реки находится в 28 км по правому берегу реки Локня. Длина реки составляет 30 км, площадь водосборного бассейна 147 км². 
В полутора километрах от устья на правом берегу реки у бывшей деревни Чернушки находится мемориальный комплекс — дзот А. Матросова.
Исток реки находится на юге Локнянского района. У истока река течёт на юго-запад и пересекает границу с Великолукским районом, примерно 6—7 километров русла реки находится в Великолукском районе. Затем река поворачивает на север, и до устья течёт по территории Самолуковской волости Локнянского района. Рядом с рекой расположены деревни Альфимово и Замошье, ниже на берегу стоят деревни Чулино, Чёрное (отсутствует в списке населённых пунктов волости) и Любомирово.

## Данные водного реестра
По данным государственного водного реестра России относится к Балтийскому бассейновому округу, водохозяйственный участок реки — Ловать и Пола, речной подбассейн реки — Волхов. Относится к речному бассейну реки Нева (включая бассейны рек Онежского и Ладожского озера).
По данным геоинформационной системы водохозяйственного районирования территории РФ, подготовленной Федеральным агентством водных ресурсов: 
- Код водного объекта в государственном водном реестре — 01040200312102000023070
- Код по гидрологической изученности (ГИ) — 102002307
- Код бассейна — 01.04.02.003
- Номер тома по ГИ — 2
- Выпуск по ГИ — 0